# Pierre Oscar Lévy
Pour les articles homonymes, voir Lévy et Pierre Lévy.
Pierre Oscar Lévy, né le 1er avril 1955 à Paris, est un réalisateur et scénariste français.

## Biographie
Diplômé de l'IDHEC en 1977 (section réalisation – montage), après avoir oublié la peinture, et avoir été monteur, il est réalisateur depuis 1982, producteur depuis 1989. Spécialiste du film documentaire, il est l'auteur de plus d'une centaine de films aux sujets variés.
Il réalise notamment des sujets pour l'émission culte Cinéma, Cinémas entre 1986 et 1992. Il produit, écrit et réalise l'émission scientifique et technique d'Arte Archimède(s) de 1994 à 2003.
De 1979 à 1981, il est journaliste dessinateur de presse, notamment pour le quotidien Le Monde et surtout Le Quotidien de Paris.
Il est également l'auteur du scénario d'une BD, dessinée par Frederik Peeters, publiée en Suisse par les éditions Atrabile, parue en septembre 2010, Château de sable, qui est plusieurs fois primée et adaptée au cinéma en 2021 sous le titre Old,. L'album est réédité à l'occasion de la sortie du film.

## Filmographie

### Réalisateur

#### Documentaires
- 2020 : Exister c'est Résister (52 min)
- 2019 : Hécatombe sur la RN7 (52 min)
- 2016 : Peau d'âme (Prix du Public, Festival de l'Archéologie de Clermont-Ferrand, 2017)[6]
- 2015 : Les apprentis sorciers du climat[7]
- 2015 : Marseille, le jeu du clientélisme[8]
- 2014 : Quand les entreprises jouent à cache cash
- 2011 : Un monde dans tous ses états
- 2009 :  De l'utilisation politique des armes de destruction massive
- 2008 : Vauban, lettres ouvertes
- 2003 : La Grotte Chauvet : dialogue d'équipe
- 2003 : Nano, la prochaine dimension[Notes 3]
- 2003 : La Force du vide[Notes 4]
- 2003 : La Grotte Chauvet : la première fois
- 2002 : Dans le silence de la grotte Chauvet
- 2001 : Le Petit Théâtre des OGM
- 2000 : La Grotte Chauvet, devant la porte  (note=documentaire sur la Grotte Chauvet, sans jamais pouvoir y pénétrer)[9]
- 2000 : Georges Perec - Un parmi eux
- 1997 : RU 486 (court-métrage)
- 1997 : L'Ombre d'Angkor
- 1997 : La Couleur de la peau
- 1995 : Le Refus[10]
- 1994 : Les variations Diabelli[Notes 5]
- 1992 : Premier Convoi[Notes 6]
- 1991 :  Dinosaures le Retour
- 1991 : Yourodivy
- 1991 : Portrait de Mike Westbrook (court-métrage)
- 1990 : Zbig, chef d'orchestre
- 1990 : L'homme qui n'existe pas
- 1989 : Analyse de la Règle du Jeu de Jean Renoir
- 1989 : L'Histoire du Soldat[Notes 7]
- 1984 : Premiers Mètres (13 min). Hommage particulier aux grands maîtres documentaire : Joris Ivens, Dziga Vertov, Jean Rouch, Frederick Wiseman, Nagisa Oshima, avec Thomas Lévy-Lasne, Claire Lasne, Lucien Melki, Freddy Buache, Jacques Kébadian, Patrick Brion. Nominations Césars 1985 [Notes 8]
- 1984 : Trois petits tours (court-métrage) Grand Prix de la Ville de Bordeaux FIFARC 1987.
- 1983 : Je sais que j'ai tort, mais demandez à mes copains ils disent la même chose, Palme d'or du court métrage au Festival de Cannes 1983 Nommé aux Césars 1984.

#### Fictions
- 1990 : Déminage (18 min), avec Thomas Langmann, Marianne Denicourt, Francis Frappat, Claire Lasne, Lucien Melki et Jean-Paul Rousillon.
- 1989 : Maman je n'ai rien aux dents ! (5 min). Court-métrage d'une série fantastique Adrénaline, avec Thomas Lévy-Lasne, Francis Frappat et Claire Lasne.
- 1986 : Le Cabinet d'Amateur (14 min). Hommage à Georges Perec, avec Jacques Boudet et Lucien Melki.
- 1984 : Premiers Mètres (13 min). Hommage particulier aux grands maîtres documentaire : Joris Ivens, Dziga Vertov, Jean Rouch, Frederick Wiseman, Nagisa Oshima, avec Thomas Lévy-Lasne, Claire Lasne, Lucien Melki, Freddy Buache, Jacques Kébadian, Patrick Brion. Nominations Césars 1985 [Notes 8]

#### Magazines
- 1999 : Relief de l'invisible[Notes 9]
- 1999 : Pi = 3,14[Notes 10] (réalisateur et producteur de l'émission).
- 1994 : Archimède (concepteur, auteur, réalisateur et producteur). Magazine scientifique et technique d'Arte de janvier 1995 à décembre 2003.
- 1986 : Des outils racontent la préhistoire, rencontre avec Jacques Tixier, pilote d'émission jamais développée.
- Participation régulière de 1986 à 1992 en tant que réalisateur à l'émission d'Antenne 2 : Cinéma, Cinémas

#### Expositions
- 2010 : Révélations (23 courts-métrages exposés au Musée du Petit Palais en 2010 à Paris, et du 12 juin au 22 septembre 2013 au Hangaram Museum, Seoul Arts Center)[Notes 11]
- 2009 : Sonde (Court-métrage projeté à la Cité des sciences et de l'industrie)
- 1999 : Relief de l'invisible[Notes 9]

#### Institutionnels
- 2007 : La Science dans le mascara
- 2006 : Les secrets de la couleur

#### Interrompus
- 2013 : Révolution(s), émission de télévision de 90 min arrêtée par la production, jamais terminée.
- 1995 : Une voiture révolutionnaire, long-métrage censuré et détruit.
- 1986 : Berlin, émission de télévision de 90 min censurée et détruite.

### Scénariste
- 2010 : Château de sable, album BD dessiné par Frederik Peeters et scénarisé par Pierre Oscar Lévy, édité chez Atrabile[2]. Prix Töpffer Genève en 2010[11] puis Prix de la meilleure bande dessinée de science-fiction aux Utopiales en 2011[12].

### Adaptation de son œuvre
- 2021 : Old de M. Night Shyamalan, d'après son roman graphique Château de sable[3].